# Mogens Pihl
Mogens Pihl (1907-1986) was een Deens fysicus en een  wetenschapshistoricus is internationaal bekend geworden door het boek Early Physics and Astronomy: A historical introduction geschreven samen met Olaf Pedersen.
Pihl studeerde vanaf 1927 tot 1931 aan de Universiteit van Göttingen bij Robert Wichard Pohl en Max Born. In 1939 promoveerde hij bij aan de Universiteit van Kopenhagen op een proefschrift over de Deense natuurkundige Ludvig Lorenz (1829-1891). 
Na zijn studie begon hij als leraar op de middelbare school. In 1951-52 werkte hij een jaar als professor wiskunde in Monrovia in Liberia, en vanaf 1957 tot 1977 was hij hoogleraar natuurkunde aan de Universiteit van Kopenhagen. 

## Publicaties
- 1972. Betydningsfulde danske bidrag til den klassiske fysik. Bianco Lunos.
- 1961. Det matematisk-naturvidenskabelige Fakultet, In Københavns Universitet: 1479–1979, Teil 12 Naturwissenschaft und Humanismus in der Auseinandersetzung unserer Zeit.
- 1968. De nyere europeiske samfunnsidéers historie. Met Erik Lund en Johannes Sløk.
- 1971. A history of European ideas. Met Erik Lund en Johannes Sløk.
- 1974 Early Physics and Astronomy: A historical introduction met Olaf Pedersen.